# Modifikation (kunst)
Modifikationer kaldes malerier, der er blevet overmalet af andre kunstnere end ophavsmanden og dermed gjort dem til sine egne værker. Det er ofte fiduskunst, det går ud over. Asger Jorn og Per Kirkeby har udført flere modifikationer.
Marco Evaristti har udført modifikationer, der dog adskiller sig fra Jorns og Kirkebys ved at være udført på dyre originale kunstværker af Jorn, Carl-Henning Pedersen, Egill Jacobsen, Karel Appel med flere.
I 1959 udstillede Asger Jorn en række modifikationer i Galerie Rive Gauche i Paris.